# 형광현미경

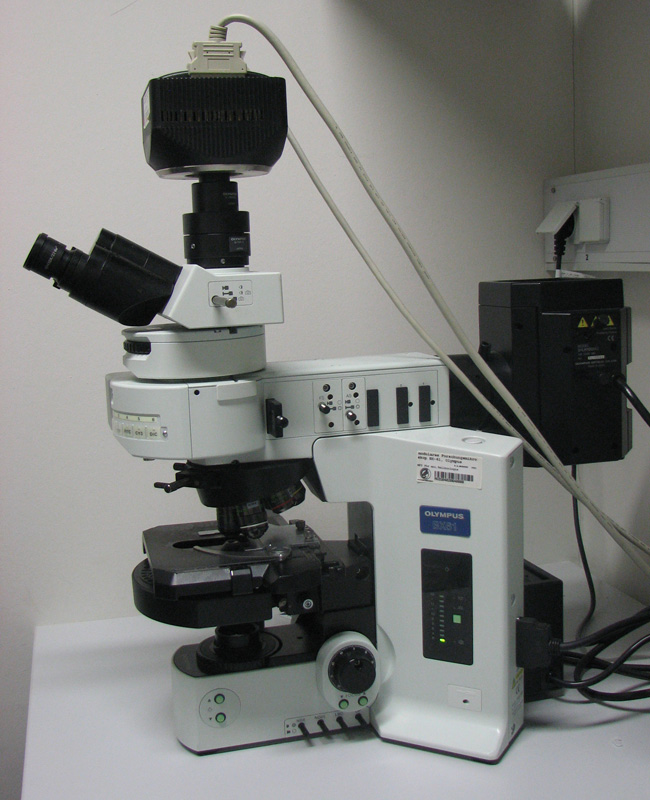

형광현미경(螢光顯微鏡)은 자외선을 광원으로 하여 세포내의 형광 물질을 관찰하는 현미경이다. 비타민 A·클로로필·리보플라빈 등 형광성 물질은 자외선을 받으면 강한 형광을 발하기 때문에 이들의 세포내 분포를 알 수 있다. 또 형광성 색소로 생체 염색을 하여 세포 기관의 변화나 물질의 이동 등을 관찰할 수도 있다. 최근에는 특수한 형광성 색소를 항체와 결합시켜 세포나 조직의 프레파라트 위에서 항원 항체 반응을 일으켜 이것을 형광 현미경으로 관찰하여 항원의 존재나 분포 등을 알 수 있다. 이 방법을 형광 항체법이라 하며, 면역학에서는 중요한 연구 수단이다.

## 같이 보기
- 녹색 형광 단백질
- 수은등
- 현미경
- 제논 호등